# 亚历克·布朗
亚历克·托马斯·布朗（1992年7月23日—）為美國男子籃球運動員，來自明尼蘇達州威诺纳，畢業於威斯康星大學綠灣分校，在2014年NBA選秀第二輪第50順位獲得菲尼克斯太阳青睞。2023年12月布朗加盟P. LEAGUE+桃園璞園領航猿，中文登錄名為「伯朗」。

## 外部連結
- 亚历克·布朗在fiba.basketball（英语）
- 亚历克·布朗在archive.fiba.com（存檔）（英语）
- 亚历克·布朗在NBA G聯盟官網（英语）
- 亚历克·布朗在西班牙篮球甲级联赛官網（球員）（西班牙语）
- 亚历克·布朗在TBLStat.net（英语）
- 亚历克·布朗在VTB聯賽官網（英语）
- 亚历克·布朗在P. LEAGUE+官網
- 亚历克·布朗在Basketball-Reference.com（NBA）（英语）
- 亚历克·布朗在Basketball-Reference.com（NBA G聯盟）（英语）
- 亚历克·布朗在Basketball-Reference.com（國際）（英语）
- 亚历克·布朗在Sports-Reference.com（NCAA）（英语）
- 亚历克·布朗在ESPN（NBA）（英语）
- 亚历克·布朗在Eurobasket.com（球員）（英语）
- 亚历克·布朗在Proballers（英语）
- 亚历克·布朗在RealGM（英语）
- 亚历克·布朗在Flashscore（英语）